# Ошанин, Евгений Михайлович
Евгений Михайлович Ошанин (19 марта 1921 — 15 bюня 1997) — советский военачальник, генерал-полковник (1982). Лауреат Государственной премии СССР (1972).

## Биография
Родился 19 марта 1921 года в деревне Плишкино Мяксинского сельсовета (сейчас — Череповецкий район Вологодской области).
С сентября 1939 года в Красной Армии, зачислен в Ленинградскую электротехническую школу (позднее — Военная академия связи имени С. М. Будённого).
Участник Великой Отечественной войны с 22 июня 1941 года (Южный, Закавказский и 4-й Украинский фронты). Капитан, старший помощник начальника оперативной части радиоузла разведотдела фронта.
В 1948 году продолжил учёбу в Ленинградской военной академии связи имени С. М. Будённого. После её окончания с 1952 года служил заместителем командира воинской части — главным инженером в войсках 1-й армии ПВО особого назначения.
В 1954—1963 годах — начальник отдела 4-го Главного управления Министерства обороны СССР, полковник. В январе 1963 года возглавил только что созданное Управление контроля космического пространства (управление № 3) СНИИ-45 (Специальный Научно-исследовательский институт № 45 Министерства обороны СССР).
В 1966 году переведён в Генеральный штаб Вооружённых сил СССР на должность члена Научно-технической комитета. С 1974 года служил в Министерстве обороны СССР: до 1981 года — начальник управления вооружения; с 1981 по 1983 год — первый заместитель начальника вооружения.
Постановлением Совета Министров СССР от 17 февраля 1982 года присвоено воинское звание генерал-полковник.
В 1983 году уволен в запас.
Жил в Москве, затем — в Ленинградской области. Умер 15 июня 1997 года. Похоронен на Мемориальном кладбище в посёлке Комарово под Санкт-Петербургом.
Награждён двумя орденами Красной Звезды, орденами Отечественной войны I степени, Трудового Красного Знамени, «За службу Родине в Вооружённых Силах СССР» III степени; медалями «За Победу над Германией в Великой Отечественной войне 1941—1945 годов», а также орденами и медалями иностранных государств. «Закрытым» Постановлением Совета Министров СССР присуждена Государственная премия СССР за 1972 год — в составе коллектива, за успешное проведение научных исследований в области контроля космического пространства.